# Charles des Herbiers de La Ralière
Charles des Herbiers, seigneur de la Raslière, né le 1er octobre 1700 à Rochefort et mort le 18 avril 1752 à Rochefort, est un officier de marine français, commissaire du roi à Louisbourg entre 1748 et 1751.

## Biographie
Issu d'une famille d'officiers de marine, fils d'Armand Charles des Herbiers, seigneur de La Raslière et de Vernon, capitaine de vaisseau et chevalier de Saint-Louis, et de Jeanne Suzanne de Saint-Martin, il est élevé par son oncle, Henri-François des Herbiers, marquis de l'Estenduère, qui est chef d'escadre, après la mort de son père, dont il épousera la fille. Il effectue plusieurs voyages vers la Nouvelle-France sur des bateaux commandés par son oncle, il doit dresser une carte de l'Île Royale et étudier l'hydrographie du Saint-Laurent. Après plusieurs promotions, il est affecté aux troupes de marine à Port-Louis. Durant la guerre de Succession d'Autriche, il dirige l'artillerie de marine de Flandres, c'est à cette occasion qu'il est décoré de la croix de Saint-Louis. S'étant correctement acquitté de sa tâche, il est promu capitaine de vaisseau de marine en 1748 et il est choisi pour devenir commissaire du roi à Louisbourg.
Parti de Rochefort et arrivé dans la colonie le 29 juin 1749, il doit négocier le départ des troupes anglaises, puis il s'emploie à redresser la colonie. Il reconstruit les bâtiments endommagés lors du siège de 1745 et il relance les activités de pêche. Il installe une garnison à Port-la-Joye (Isle Saint-Jean, actuelle Île-du-Prince-Édouard) et facilite l'installation de réfugiés Acadiens sur l'Île Royale et sur l'Isle Saint-Jean.
En 1750, il reçoit l'ordre du roi d'intercepter un navire anglais, après que ceux-ci ont intercepté deux navires d'approvisionnement français au large du Cap Sable; le gouverneur-général de la Nouvelle-France La Jonquière lui demande d'intercepter trois ou quatre navires. Il s’acquittera de sa tâche en s'emparant de quatre navires.
Malgré l'enchantement de la Cour face aux actions de Charles des Herbiers, celui-ci demande plusieurs fois d'être relevé de ses fonctions, ce qu'il obtient en 1751, et il est remplacé par Jean-Louis de Raymond. Il meurt quelques mois après le 18 avril 1752.
De son épouse Marie Olive des Herbiers de L'Estenduère, il a pour fils Antoine Auguste Desherbiers de Létanduère. Veuve, Marie Olive épouse en secondes noces Gaspard Cochon-Dupuy.